# Фридрихрода
Фридрихрода (на немски: Friedrichroda) е малък град в окръг Гота в провинция Тюрингия, Германия, със 7549 жители (към 31 декември 2015).
Намира се близо до град Гота в Тюрингер Валд.
За пръв път е споменат в документ през 1114 г. като „Friderichesrot“.